# Jöhstadt
Jöhstadt – miasto w Niemczech, w kraju związkowym Saksonia, w powiecie Erzgebirgskreis (do 31 lipca 2008 w powiecie Annaberg), przy granicy z Czechami. Do 29 lutego 2012 należało do okręgu administracyjnego Chemnitz.

## Geografia
Jöhstadt leży ok. 10 km na południowy wschód od miasta Annaberg-Buchholz.
Dzielnice miasta:
- Grumbach i Neugrumbach
- Schmalzgrube
- Steinbach i Oberschmiedeberg

## Współpraca
Miejscowości partnerskie:
- Ebelsbach, Bawaria
- Gutach im Breisgau, Badenia-Wirtembergia (kontakty utrzymuje dzielnica Grumbach)
- Olsberg, Nadrenia Północna-Westfalia
- Velden, Bawaria